# Abdorreza Karegar
Abdorreza Karegar (pers. عبدالرضا کارگ;ur. 1 lutego 1974) – irański zapaśnik w stylu wolnym. Piętnasty na mistrzostwach świata w 1997 roku. Pierwszy na mistrzostwach Azji w 1997. Drugi w Pucharze Świata w 1996. Uniwersytecki mistrz świata w 1998. Złoto na igrzyskach wojskowych w 1995. Wojskowy mistrz świata w 1997. Trzeci w Pucharze Azji i Oceanii w 1997 roku.